# بلک ماونتن (کارولینای شمالی)
بلک ماونتن (به انگلیسی: Black Mountain) شهری در ایالت کارولینای شمالی کشور ایالات متحده آمریکا است که جمعیت آن در سرشماری سال ۲۰۱۰ میلادی، ۷٬۸۴۸ نفر بوده‌است.